# Azerbajdzjans Premjer Liqasy
Inte att förväxla med kazakiska Premjer Ligasy
Azerbajdzjans Premjer Liqasy (azerbajdzjanska: Azərbaycan Premyer Liqası) formellt känd som Unibank Premjer Liqasy är den högsta divisionen i azerbajdzjansk fotboll för herrar.
Premjer Liqasy startades första gången 2007 som ersättare för Yuksak Liga, skillnaden på ligorna är att Juksak Liga drevs av Azerbajdzjans professionella fotbollsliga, och skapandet av Premier League gav klubbarna mer självständighet. Föregångaren Juksak Liga inleddes 1992 och avslutades 2007 då den togs över av Premier League. Regerande mästare är Qarabağ (2017/2018).

## Tävling
I ligan spelar 12 lag, vid säsongens slut flyttas de två sista lagen ner till Azerbajdzjans Förstadivision, och två lag från förstadivisionen flyttas upp till Premier League. 
Varje lag i ligan möter motståndaren två gånger, en gång på hemmaplan och en gång borta, totalt 22 matcher per säsong. Vinst ger 3 poäng, oavgjort ger 1 och förlust 0. Om lagen vid säsongens slut står på samma poäng vinner den som har flest vinster, om inte detta kan urskilja vinnaren avgörs det på målskillnad. 
Mästaren i ligan kvalificerar sig till UEFA Champions League, medan tvåan kvalificerar sig till UEFA Europa League och trean till UEFA Intertoto Cup. Normalt sett spelas ligan mellan augusti och maj.

## Ligaranking
UEFA Ligaranking för ligan i den Europeiska fotbollssäsongen 2018/2019 (Föregående år inom parentes)
- 24  (28)  Premjer Ligasy
- 25  (21)  Ekstraklasa
- 26  (23)  Azerbajdzjans Premier League
- 27  (18)  Ligat Haal
- 28 ▬ (24)  A Profesionalna Futbolna Grupa

## Rekord
- Flest titlar - Nefttji Baku
- Bästa målgörare genom tiderna - Nazim Alijev (183 mål)
- Bästa målgörare under en säsong - 1992 Nazim Alijev (39 mål)
- Flest vunna ligatitlar - Mahmud Qurbanov (10 titlar)
- Äldsta spelare i ligan - Nadir Suchurov i matchen FK Karvan-FK Mughan, 42 år 19 april 2009

## Premjer Liqasy 2019/2020
| #  | Klubb        | Placering | Säsongen 2018/2019 |
| -- | ------------ | --------- | ------------------ |
| 1. | Qarabağ FK   | Mestre    | Premjer Liqasy     |
| 2. | Nefttji Baku | 2.        | Premjer Liqasy     |
| 3. | Sabail FK    | 3.        | Premjer Liqasy     |
| 4. | Gabala FK    | 4.        | Premjer Liqasy     |
| 5. | Zira FK      | 5.        | Premjer Liqasy     |
| 6. | Sumgajit FK  | 6.        | Premjer Liqasy     |
| 7. | Sabah FK     | 7.        | Premjer Liqasy     |
| 8. | Keşla FK     | 8.        | Premjer Liqasy     |

## Mästare
- 1992: Nefttji Baku
- 1993: FK Qarabağ
- 1993/94: PFK Turan Tovuz
- 1994/95: FC Kapaz
- 1995/96: Nefttji Baku
- 1996/97: Nefttji Baku
- 1997/98: FC Kapaz
- 1998/99: FC Kapaz
- 1999/00: FK Sjamkir
- 2000/01: FK Sjamkir
- 2001/02: FK Sjamkir
- 2003: Nefttji Baku
- 2003/04: Nefttji Baku
- 2004/05: Nefttji Baku
- 2005/06: FK Baku
- 2006/07: FK Chazar Lenkoran
- 2007/08: FK Inter Baku
- 2008/09: FK Baku
- 2009/10: FK Inter Baku
- 2010/11: Nefttji Baku
- 2011/12: Nefttji Baku
- 2012/13: Nefttji Baku
- 2013/14: FK Qarabağ
- 2014/15: FK Qarabağ
- 2015/16: FK Qarabağ
- 2016/17: FK Qarabağ
- 2017/18: FK Qarabağ
- 2018/19: FK Qarabağ
- 2019/20: FK Qarabağ
- 2020/21: Nefttji Baku
- 2021/22: Qarabağ FK
- 2022/23: Qarabağ FK
- 2023/24: Qarabağ FK
- 2024/25: Qarabağ FK